# فهرست کشورها بر پایه تولید ناخالص داخلی
|                                                                                                |
| بزرگ‌ترین اقتصادهای جهان بر اساس تولید ناخالص داخلی اسمی در سال ۲۰۲۴ برآورد صندوق بین‌المللی پول |

| > ۲۰ تریلیون ۱۰–۲۰ تریلیون ۵–۱۰ تریلیون ۱–۵ تریلیون | ۷۵۰ میلیارد– ۱ تریلیون ۵۰۰–۷۵۰ میلیارد ۲۵۰–۵۰۰ میلیارد ۱۰۰–۲۵۰ میلیارد | ۵۰–۱۰۰ میلیارد ۲۵–۵۰ میلیارد ۵–۲۵ میلیارد < ۵ میلیارد |

برآورد تولید ناخالص داخلی اسمی کشورها در سال ۲۰۲۴ به دلار آمریکا.

تولید ناخالص داخلی (GDP) ارزش بازاری تمام کالاها و خدمات نهایی یک کشور در سالی معین است. تولید ناخالص داخلی اسمی بر اساس نرخ‌های برابری ارز بازار یا نرخ‌های رسمی دولتی محاسبه می‌شود. تولید ناخالص داخلی اسمی، تفاوت‌های هزینهٔ زندگی در کشورهای مختلف را در نظر نمی‌گیرد و نتایج آن می‌تواند بر اساس نوسانات ارزش واحد پول کشور از سالی به سال دیگر به شدت تغییر کند. این نوسانات ممکن است باعث تغییر رتبهٔ یک کشور در سال‌های مختلف شود بدون اینکه تأثیر خاصی بر سطح زندگی مردم آن کشور بگذارد.
مقایسهٔ ثروت ملی کشورها همچنین بر اساس برابری قدرت خرید (PPP) برای تعدیل تفاوت هزینهٔ زندگی در کشورهای مختلف انجام می‌شود. سرانه‌های تولید ناخالص داخلی اسمی و برابری قدرت خرید معیارهای دیگری است که برای مقایسهٔ سطح زندگی مردم کشورها به کار می‌رود. در مجموع، ارقام سرانهٔ مبتنی بر برابری قدرت خرید نسبت به ارقام سرانهٔ اسمی نوسان کمتری دارد.
رتبه‌بندی اقتصادهای کشورها در طول تاریخ به‌طور قابل توجهی تغییر کرده است؛ ایالات متحده در حوالی سال ۱۹۱۶ از امپراتوری بریتانیا پیشی گرفت و بزرگ‌ترین اقتصاد جهان شد. بریتانیا نیز به نوبهٔ خود دهه‌ها قبل از دودمان چینگ پیش افتاده بود. از زمان گذار چین به اقتصاد بازار سوسیالیستی از طریق خصوصی‌سازی کنترل‌شدهٔ صنایع و کاهش مقررات اقتصادی رتبهٔ این کشور از جایگاه نهم در سال ۱۹۷۸ به رتبهٔ دوم در سال ۲۰۱۰ رسیده و سهم آن از تولید ناخالص داخلی اسمی جهانی از ۲٪ در ۱۹۸۰ به ۱۸٪ در ۲۰۲۱ افزایش یافته است. هند نیز از جمله کشورهایی است که از زمان اجرای سیاست‌های آزادسازی اقتصادی در اوایل دههٔ ۱۹۹۰ رونق اقتصادی را تجربه کرده است.
در این مقاله، ستون اول فهرست چشم‌انداز اقتصادی جهان بر اساس برآورد صندوق بین‌المللی پول است. ستون دوم داده‌های بانک جهانی و ستون سوم داده‌های گردآوری شده توسط بخش آمار سازمان ملل متحد را نشان می‌دهد. نهادهای غیرحاکم (جهان، قاره‌ها و برخی از قلمروها) و دولت‌هایی که در سطح جهان شناسایی محدودی دارند (مانند کوزوو و تایوان) نیز در فهرست گنجانده شده‌اند.

## فهرست
| کشور/قلمرو             | صندوق بین‌المللی پول | صندوق بین‌المللی پول | بانک جهانی  | بانک جهانی | سازمان ملل متحد | سازمان ملل متحد |
| کشور/قلمرو             | چشم‌انداز            | سال                 | برآورد      | سال        | برآورد          | سال             |
| ---------------------- | ------------------- | ------------------- | ----------- | ---------- | --------------- | --------------- |
| جهان                   | ۱۱۵٬۴۹۴٬۳۱۲         | ۲۰۲۵                | ۱۰۵٬۴۳۵٬۵۴۰ | ۲۰۲۳       | ۱۰۰٬۸۳۴٬۷۹۶     | ۲۰۲۲            |
| ایالات متحده آمریکا    | ۳۰٬۳۳۸٬۰۰۰          | ۲۰۲۵                | ۲۷٬۳۶۰٬۹۳۵  | ۲۰۲۳       | ۲۵٬۷۴۴٬۱۰۰      | ۲۰۲۲            |
| چین                    | ۱۹٬۵۳۵٬۰۰۰          | ۲۰۲۵                | ۱۷٬۷۹۴٬۷۸۲  | ۲۰۲۳       | ۱۷٬۹۶۳٬۱۷۰      | ۲۰۲۲            |
| آلمان                  | ۴٬۹۲۲٬۰۰۰           | ۲۰۲۵                | ۴٬۴۵۶٬۰۸۱   | ۲۰۲۳       | ۴٬۰۷۶٬۹۲۳       | ۲۰۲۲            |
| ژاپن                   | ۴٬۳۹۰٬۰۰۰           | ۲۰۲۵                | ۴٬۲۱۲٬۹۴۵   | ۲۰۲۳       | ۴٬۲۳۲٬۱۷۳       | ۲۰۲۲            |
| هند                    | ۴٬۲۷۰٬۰۰۰           | ۲۰۲۵                | ۳٬۵۴۹٬۹۱۹   | ۲۰۲۳       | ۳٬۴۶۵٬۵۴۱       | ۲۰۲۲            |
| بریتانیا               | ۳٬۷۳۱٬۰۰۰           | ۲۰۲۵                | ۳٬۳۴۰٬۰۳۲   | ۲۰۲۳       | ۳٬۰۸۹٬۰۷۲       | ۲۰۲۲            |
| فرانسه                 | ۳٬۲۸۴٬۰۰۰           | ۲۰۲۵                | ۳٬۰۳۰٬۹۰۴   | ۲۰۲۳       | ۲٬۷۷۵٬۳۱۶       | ۲۰۲۲            |
| ایتالیا                | ۲٬۴۶۰٬۰۰۰           | ۲۰۲۵                | ۲٬۱۷۳٬۶۶۶   | ۲۰۲۳       | ۱٬۹۲۰٬۰۹۵       | ۲۰۲۲            |
| کانادا                 | ۲٬۳۳۱٬۰۰۰           | ۲۰۲۵                | ۲٬۲۵۴٬۸۵۱   | ۲۰۲۳       | ۲٬۰۴۶٬۹۵۲       | ۲۰۲۲            |
| برزیل                  | ۲٬۳۰۸٬۰۰۰           | ۲۰۲۵                | ۲٬۱۴۰٬۰۸۶   | ۲۰۲۳       | ۲٬۱۳۷٬۹۳۹       | ۲۰۲۲            |
| روسیه                  | ۲٬۱۹۷٬۰۰۰           | ۲۰۲۵                | ۲٬۰۲۱٬۴۲۱   | ۲۰۲۳       | ۲٬۲۴۰٬۴۲۲       | ۲۰۲۲            |
| کرهٔ جنوبی              | ۱٬۹۴۸٬۰۰۰           | ۲۰۲۵                | ۱٬۷۸۸٬۸۸۷   | ۲۰۲۳       | ۱٬۴۶۳٬۳۲۳       | ۲۰۲۲            |
| استرالیا               | ۱٬۸۸۲٬۰۰۰           | ۲۰۲۵                | ۱٬۷۲۳٬۸۲۷   | ۲۰۲۳       | ۱٬۷۷۶٬۵۷۷       | ۲۰۲۲            |
| اسپانیا                | ۱٬۸۲۸٬۰۰۰           | ۲۰۲۵                | ۱٬۷۱۲٬۷۹۳   | ۲۰۲۳       | ۱٬۶۷۳٬۹۱۶       | ۲۰۲۲            |
| مکزیک                  | ۱٬۸۱۸٬۰۰۰           | ۲۰۲۵                | ۱٬۵۸۰٬۶۹۵   | ۲۰۲۳       | ۱٬۴۱۵٬۸۷۴       | ۲۰۲۲            |
| اندونزی                | ۱٬۴۹۳٬۰۰۰           | ۲۰۲۵                | ۱٬۳۷۱٬۱۷۱   | ۲۰۲۳       | ۱٬۳۱۹٬۱۰۰       | ۲۰۲۲            |
| ترکیه                  | ۱٬۴۵۸٬۰۰۰           | ۲۰۲۵                | ۱٬۱۱۸٬۱۲۵   | ۲۰۲۳       | ۱٬۰۰۸٬۰۲۷       | ۲۰۲۲            |
| هلند                   | ۱٬۲۷۳٬۰۰۰           | ۲۰۲۵                | ۱٬۱۰۸٬۰۲۲   | ۲۰۲۳       | ۹۰۷٬۱۱۸         | ۲۰۲۲            |
| عربستان سعودی          | ۱٬۱۳۸٬۰۰۰           | ۲۰۲۵                | ۱٬۰۶۷٬۵۸۳   | ۲۰۲۳       | ۱٬۱۰۸٬۱۴۸       | ۲۰۲۲            |
| سوئیس                  | ۱٬۰۰۰٬۰۰۰           | ۲۰۲۵                | ۸۸۴٬۹۴۰     | ۲۰۲۳       | ۸۱۸٬۴۲۶         | ۲۰۲۲            |
| لهستان                 | ۹۱۵٬۴۵۱             | ۲۰۲۵                | ۸۱۱٬۲۲۹     | ۲۰۲۳       | ۶۸۸٬۱۲۵         | ۲۰۲۲            |
| تایوان                 | ۸۱۴٬۴۳۸             | ۲۰۲۵                | —           | —          | —               | —               |
| بلژیک                  | ۶۸۹٬۳۶۴             | ۲۰۲۵                | ۶۳۲٬۲۱۷     | ۲۰۲۳       | ۵۸۲٬۶۴۳         | ۲۰۲۲            |
| سوئد                   | ۶۳۸٬۷۸۰             | ۲۰۲۵                | ۵۹۳٬۲۶۸     | ۲۰۲۳       | ۵۹۱٬۱۸۸         | ۲۰۲۲            |
| آرژانتین               | ۶۰۴٬۲۰۱             | ۲۰۲۵                | ۶۴۰٬۵۹۱     | ۲۰۲۳       | ۶۳۱٬۱۳۳         | ۲۰۲۲            |
| ایرلند                 | ۵۸۷٬۲۲۵             | ۲۰۲۵                | ۵۴۵٬۶۲۹     | ۲۰۲۳       | ۵۳۲٬۴۱۵         | ۲۰۲۲            |
| امارات متحدهٔ عربی      | ۵۶۸٬۵۶۷             | ۲۰۲۵                | ۵۱۴٬۹۴۵     | ۲۰۲۳       | ۴۹۵٬۳۴۰         | ۲۰۲۲            |
| سنگاپور                | ۵۶۱٬۷۳۰             | ۲۰۲۵                | ۵۱۶٬۰۳۴     | ۲۰۲۳       | ۴۷۰٬۳۰۲         | ۲۰۲۲            |
| اتریش                  | ۵۵۹٬۲۱۸             | ۲۰۲۵                | ۵۰۹٬۹۰۲     | ۲۰۲۳       | ۵۲۵٬۰۰۲         | ۲۰۲۲            |
| اسرائیل                | ۵۵۰٬۹۰۵             | ۲۰۲۵                | ۵۰۴٬۱۷۳     | ۲۰۲۳       | ۵۰۷٬۰۶۳         | ۲۰۲۲            |
| تایلند                 | ۵۴۵٬۳۴۱             | ۲۰۲۵                | ۴۸۵٬۵۱۳     | ۲۰۲۳       | ۵۷۹٬۴۲۲         | ۲۰۲۲            |
| فیلیپین                | ۵۰۷٬۶۷۰             | ۲۰۲۵                | ۵۰۱٬۴۲۸     | ۲۰۲۳       | ۴۶۶٬۷۸۸         | ۲۰۲۲            |
| ویتنام                 | ۵۰۶٬۶۰۰             | ۲۰۲۴                | ۴۳۷٬۱۴۶     | ۲۰۲۳       | ۴۰۴٬۲۸۴         | ۲۰۲۲            |
| نروژ                   | ۵۰۳٬۴۷۰             | ۲۰۲۵                | ۴۲۹٬۷۱۷     | ۲۰۲۳       | ۴۰۸٬۸۰۲         | ۲۰۲۲            |
| مالزی                  | ۴۸۸٬۷۰۰             | ۲۰۲۵                | ۴۰۱٬۵۰۵     | ۲۰۲۳       | ۳۹۸٬۰۴۷         | ۲۰۲۲            |
| ایران                  | ۴۷۸٬۱۰۰             | ۲۰۲۵                | ۴۳۷٬۴۱۵     | ۲۰۲۳       | ۴۳۲٬۶۷۷         | ۲۰۲۲            |
| بنگلادش                | ۴۵۷٬۷۰۰             | ۲۰۲۵                | ۳۹۹٬۶۴۹     | ۲۰۲۳       | ۴۰۶٬۳۰۵         | ۲۰۲۲            |
| دانمارک                | ۴۰۹٬۹۸۹             | ۲۰۲۴                | ۴۰۴٬۱۹۹     | ۲۰۲۳       | ۴۰۰٬۱۶۷         | ۲۰۲۲            |
| هنگ کنگ                | ۴۰۶٬۷۷۵             | ۲۰۲۴                | ۳۸۲٬۰۵۵     | ۲۰۲۳       | ۳۵۹٬۸۳۸         | ۲۰۲۲            |
| کلمبیا                 | ۳۸۶٬۰۷۶             | ۲۰۲۴                | ۳۶۳٬۵۴۰     | ۲۰۲۳       | ۳۴۳٬۹۳۹         | ۲۰۲۲            |
| آفریقای جنوبی          | ۳۷۳٬۲۳۳             | ۲۰۲۴                | ۳۷۷٬۷۸۲     | ۲۰۲۳       | ۴۰۵٬۲۷۰         | ۲۰۲۲            |
| رومانی                 | ۳۶۹٬۹۷۱             | ۲۰۲۴                | ۳۵۱٬۰۰۳     | ۲۰۲۳       | ۳۰۰٬۶۹۰         | ۲۰۲۲            |
| مصر                    | ۳۴۷٬۵۹۴             | ۲۰۲۴                | ۳۹۵٬۹۲۶     | ۲۰۲۳       | ۴۰۹٬۳۰۶         | ۲۰۲۲            |
| پاکستان                | ۳۳۸٬۲۳۷             | ۲۰۲۳                | ۳۳۸٬۳۶۸     | ۲۰۲۳       | ۳۲۶٬۷۹۶         | ۲۰۲۲            |
| شیلی                   | ۳۳۳٬۷۶۰             | ۲۰۲۴                | ۳۳۵٬۵۳۳     | ۲۰۲۳       | ۳۰۰٬۶۸۶         | ۲۰۲۲            |
| چک                     | ۳۲۵٬۸۸۰             | ۲۰۲۴                | ۳۳۰٬۸۵۸     | ۲۰۲۳       | ۲۹۰٬۵۲۷         | ۲۰۲۲            |
| فنلاند                 | ۳۰۸٬۰۵۵             | ۲۰۲۴                | ۳۰۰٬۱۸۷     | ۲۰۲۳       | ۲۸۲٬۵۱۱         | ۲۰۲۲            |
| پرتغال                 | ۲۹۸٬۹۴۹             | ۲۰۲۴                | ۲۸۷٬۰۸۰     | ۲۰۲۳       | ۲۵۴٬۸۴۹         | ۲۰۲۲            |
| قزاقستان               | ۲۹۶٬۷۴۰             | ۲۰۲۴                | ۲۶۱٬۴۲۱     | ۲۰۲۳       | ۲۲۵٬۴۹۶         | ۲۰۲۲            |
| پرو                    | ۲۸۲٬۴۵۸             | ۲۰۲۴                | ۲۶۷٬۶۰۳     | ۲۰۲۳       | ۲۴۲٬۶۳۱         | ۲۰۲۲            |
| الجزایر                | ۲۶۶٬۷۸۰             | ۲۰۲۴                | ۲۳۹٬۸۹۹     | ۲۰۲۳       | ۱۹۱٬۹۱۲         | ۲۰۲۲            |
| عراق                   | ۲۶۵٬۸۹۴             | ۲۰۲۴                | ۲۵۰٬۸۴۳     | ۲۰۲۳       | ۲۶۴٬۱۸۲         | ۲۰۲۲            |
| نیوزیلند               | ۲۵۷٬۶۲۵             | ۲۰۲۴                | ۲۵۳٬۴۶۶     | ۲۰۲۳       | ۲۴۵٬۸۴۵         | ۲۰۲۲            |
| نیجریه                 | ۲۵۲٬۷۳۸             | ۲۰۲۴                | ۳۶۲٬۸۱۵     | ۲۰۲۳       | ۴۷۵٬۰۵۸         | ۲۰۲۲            |
| یونان                  | ۲۵۰٬۲۷۶             | ۲۰۲۴                | ۲۳۸٬۲۰۶     | ۲۰۲۳       | ۲۱۷٬۲۸۵         | ۲۰۲۲            |
| قطر                    | ۲۴۴٬۶۸۶             | ۲۰۲۴                | ۲۳۵٬۷۷۰     | ۲۰۲۲       | ۲۳۷٬۱۰۱         | ۲۰۲۲            |
| مجارستان               | ۲۲۳٬۴۱۳             | ۲۰۲۴                | ۲۱۲٬۳۸۹     | ۲۰۲۳       | ۱۷۷٬۳۳۷         | ۲۰۲۲            |
| اتیوپی                 | ۲۰۵٬۱۳۰             | ۲۰۲۴                | ۱۶۳٬۶۹۸     | ۲۰۲۳       | ۱۱۸٬۹۷۱         | ۲۰۲۲            |
| اوکراین                | ۱۸۸٬۹۴۳             | ۲۰۲۴                | ۱۷۸٬۷۵۷     | ۲۰۲۳       | ۱۶۰٬۵۰۲         | ۲۰۲۲            |
| کویت                   | ۱۶۰٬۳۹۷             | ۲۰۲۴                | ۱۶۱٬۷۷۲     | ۲۰۲۳       | ۱۷۵٬۳۶۳         | ۲۰۲۲            |
| مراکش                  | ۱۵۲٬۳۷۷             | ۲۰۲۴                | ۱۴۱٬۱۰۹     | ۲۰۲۳       | ۱۳۰٬۹۱۲         | ۲۰۲۲            |
| کوبا                   | —                   | —                   | —           | —          | ۱۴۷٬۱۹۳         | ۲۰۲۲            |
| اسلواکی                | ۱۴۰٬۸۰۸             | ۲۰۲۴                | ۱۳۲٬۷۹۴     | ۲۰۲۳       | ۱۱۵٬۳۰۴         | ۲۰۲۲            |
| دومینیکن               | ۱۲۷٬۳۵۶             | ۲۰۲۴                | ۱۲۱٬۴۴۴     | ۲۰۲۳       | ۱۱۳٬۵۳۷         | ۲۰۲۲            |
| اکوادور                | ۱۲۱٬۵۹۲             | ۲۰۲۴                | ۱۱۸٬۸۴۵     | ۲۰۲۳       | ۱۱۵٬۰۴۹         | ۲۰۲۲            |
| پورتوریکو              | ۱۱۷٬۷۶۳             | ۲۰۲۴                | ۱۱۷٬۹۰۲     | ۲۰۲۳       | ۱۱۳٬۴۳۴         | ۲۰۲۲            |
| گواتمالا               | ۱۱۰٬۰۳۵             | ۲۰۲۴                | ۱۰۲٬۰۵۰     | ۲۰۲۳       | ۹۵٬۰۰۳          | ۲۰۲۲            |
| عمان                   | ۱۰۸٬۹۲۷             | ۲۰۲۴                | ۱۰۸٬۱۹۲     | ۲۰۲۳       | ۱۱۴٬۶۶۶         | ۲۰۲۲            |
| بلغارستان              | ۱۰۷٬۹۳۳             | ۲۰۲۴                | ۱۰۱٬۵۸۴     | ۲۰۲۳       | ۹۰٬۲۱۳          | ۲۰۲۲            |
| کنیا                   | ۱۰۴٬۰۰۱             | ۲۰۲۴                | ۱۰۷٬۴۴۱     | ۲۰۲۳       | ۱۱۳٬۴۱۹         | ۲۰۲۲            |
| ونزوئلا                | ۱۰۲٬۳۲۸             | ۲۰۲۴                | —           | —          | ۱۲۹٬۳۱۳         | ۲۰۲۲            |
| ازبکستان               | ۹۷٬۹۵۶              | ۲۰۲۴                | ۹۰٬۸۸۹      | ۲۰۲۳       | ۸۰٬۳۹۱          | ۲۰۲۲            |
| کاستاریکا              | ۹۶٬۰۵۸              | ۲۰۲۴                | ۸۶٬۴۹۸      | ۲۰۲۳       | ۶۸٬۳۸۰          | ۲۰۲۲            |
| آنگولا                 | ۹۲٬۱۲۳              | ۲۰۲۴                | ۸۴٬۷۷۳      | ۲۰۲۳       | ۱۱۳٬۳۰۴         | ۲۰۲۲            |
| لوکزامبورگ             | ۸۸٬۵۵۶              | ۲۰۲۴                | ۸۵٬۷۵۵      | ۲۰۲۳       | ۸۱٬۵۳۰          | ۲۰۲۲            |
| کرواسی                 | ۸۸٬۰۷۶              | ۲۰۲۴                | ۸۲٬۶۸۹      | ۲۰۲۳       | ۷۱٬۵۵۲          | ۲۰۲۲            |
| پاناما                 | ۸۷٬۳۴۷              | ۲۰۲۴                | ۸۳٬۳۸۲      | ۲۰۲۳       | ۷۶٬۵۲۲          | ۲۰۲۲            |
| ساحل عاج               | ۸۶٬۹۱۱              | ۲۰۲۴                | ۷۸٬۷۸۹      | ۲۰۲۳       | ۷۰٬۰۱۸          | ۲۰۲۲            |
| اروگوئه                | ۸۲٬۶۰۵              | ۲۰۲۴                | ۷۷٬۲۴۱      | ۲۰۲۳       | ۷۱٬۱۷۱          | ۲۰۲۲            |
| ترکمنستان              | ۸۱٬۸۹۶              | ۲۰۲۴                | ۵۹٬۸۸۷      | ۲۰۲۳       | ۶۷٬۰۰۹          | ۲۰۲۲            |
| صربستان                | ۸۱٬۸۷۳              | ۲۰۲۴                | ۷۵٬۱۸۷      | ۲۰۲۳       | ۶۳٬۵۶۳          | ۲۰۲۲            |
| لیتوانی                | ۸۱٬۱۷۰              | ۲۰۲۴                | ۷۷٬۸۳۶      | ۲۰۲۳       | ۷۰٬۸۷۸          | ۲۰۲۲            |
| تانزانیا               | ۷۹٬۶۰۵              | ۲۰۲۴                | ۷۹٬۱۵۸      | ۲۰۲۳       | ۷۳٬۵۳۵          | ۲۰۲۲            |
| آذربایجان              | ۷۸٬۷۴۹              | ۲۰۲۴                | ۷۲٬۳۵۶      | ۲۰۲۳       | ۷۸٬۷۲۱          | ۲۰۲۲            |
| غنا                    | ۷۵٬۲۴۴              | ۲۰۲۴                | ۷۶٬۳۷۰      | ۲۰۲۳       | ۷۳٬۷۶۶          | ۲۰۲۲            |
| سری‌لانکا               | ۷۴٬۸۴۶              | ۲۰۲۲                | ۸۴٬۳۵۷      | ۲۰۲۳       | ۷۶٬۱۸۷          | ۲۰۲۲            |
| کنگو                   | ۷۳٬۷۶۱              | ۲۰۲۴                | ۶۶٬۳۸۳      | ۲۰۲۳       | ۶۲٬۵۵۱          | ۲۰۲۲            |
| اسلوونی                | ۷۲٬۱۰۱              | ۲۰۲۴                | ۶۸٬۲۱۷      | ۲۰۲۳       | ۵۹٬۹۸۱          | ۲۰۲۲            |
| بلاروس                 | ۶۹٬۰۴۸              | ۲۰۲۴                | ۷۱٬۸۵۷      | ۲۰۲۳       | ۷۲٬۸۷۳          | ۲۰۲۲            |
| میانمار                | ۶۸٬۰۰۶              | ۲۰۲۴                | ۶۴٬۸۱۵      | ۲۰۲۳       | ۶۵٬۲۱۱          | ۲۰۲۲            |
| اوگاندا                | ۵۶٬۳۱۰              | ۲۰۲۴                | ۴۹٬۲۷۳      | ۲۰۲۳       | ۴۸٬۲۴۳          | ۲۰۲۲            |
| تونس                   | ۵۴٬۷۰۸              | ۲۰۲۴                | ۴۸٬۵۳۰      | ۲۰۲۳       | ۴۶٬۱۸۱          | ۲۰۲۲            |
| ماکائو                 | ۵۴٬۶۷۷              | ۲۰۲۴                | ۴۷٬۰۶۲      | ۲۰۲۳       | ۲۴٬۰۴۲          | ۲۰۲۲            |
| اردن                   | ۵۳٬۵۷۰              | ۲۰۲۴                | ۵۰٬۸۱۴      | ۲۰۲۳       | ۴۷٬۴۵۲          | ۲۰۲۲            |
| کامرون                 | ۵۳٬۲۰۵              | ۲۰۲۴                | ۴۷٬۹۴۶      | ۲۰۲۳       | ۴۴٬۳۴۱          | ۲۰۲۲            |
| بولیوی                 | ۴۹٬۳۳۴              | ۲۰۲۴                | ۴۵٬۸۵۰      | ۲۰۲۳       | ۴۴٬۰۰۸          | ۲۰۲۲            |
| لیبی                   | ۴۸٬۲۲۱              | ۲۰۲۴                | ۵۰٬۴۹۲      | ۲۰۲۳       | ۴۰٬۵۳۷          | ۲۰۲۲            |
| بحرین                  | ۴۶٬۷۹۰              | ۲۰۲۴                | ۴۳٬۲۰۵      | ۲۰۲۳       | ۴۴٬۳۸۲          | ۲۰۲۲            |
| پاراگوئه               | ۴۵٬۸۱۷              | ۲۰۲۴                | ۴۲٬۹۵۶      | ۲۰۲۳       | ۴۱٬۷۲۲          | ۲۰۲۲            |
| لتونی                  | ۴۵٬۴۶۶              | ۲۰۲۴                | ۴۳٬۶۲۷      | ۲۰۲۳       | ۴۰٬۸۷۶          | ۲۰۲۲            |
| کامبوج                 | ۴۵٬۱۵۰              | ۲۰۲۴                | ۳۱٬۷۷۳      | ۲۰۲۳       | ۲۹٬۵۰۴          | ۲۰۲۲            |
| نپال                   | ۴۴٬۱۷۹              | ۲۰۲۴                | ۴۰٬۹۰۸      | ۲۰۲۳       | ۳۹٬۴۰۶          | ۲۰۲۲            |
| استونی                 | ۴۳٬۴۸۶              | ۲۰۲۴                | ۴۰٬۷۴۵      | ۲۰۲۳       | ۳۸٬۰۴۹          | ۲۰۲۲            |
| هندوراس                | ۳۷٬۳۵۵              | ۲۰۲۴                | ۳۴٬۴۰۱      | ۲۰۲۳       | ۳۱٬۷۱۷          | ۲۰۲۲            |
| سنگال                  | ۳۵٬۴۵۰              | ۲۰۲۴                | ۳۱٬۰۱۴      | ۲۰۲۳       | ۲۷٬۷۷۵          | ۲۰۲۲            |
| السالوادور             | ۳۵٬۳۳۳              | ۲۰۲۴                | ۳۴٬۰۱۶      | ۲۰۲۳       | ۳۲٬۴۸۸          | ۲۰۲۲            |
| زیمبابوه               | ۳۴٬۴۰۵              | ۲۰۲۴                | ۲۶٬۵۳۸      | ۲۰۲۳       | ۲۶٬۴۱۸          | ۲۰۲۲            |
| قبرس                   | ۳۴٬۲۲۱              | ۲۰۲۴                | ۳۲٬۲۳۰      | ۲۰۲۳       | ۲۹٬۲۱۰          | ۲۰۲۲            |
| ایسلند                 | ۳۳٬۳۳۸              | ۲۰۲۴                | ۳۱٬۰۲۰      | ۲۰۲۳       | ۲۸٬۰۶۴          | ۲۰۲۲            |
| گرجستان                | ۳۲٬۸۶۵              | ۲۰۲۴                | ۳۰٬۵۳۶      | ۲۰۲۳       | ۲۴٬۶۰۵          | ۲۰۲۲            |
| پاپوآ گینهٔ نو          | ۳۱٬۷۱۶              | ۲۰۲۴                | ۳۰٬۹۳۳      | ۲۰۲۲       | ۳۱٬۶۰۹          | ۲۰۲۲            |
| زامبیا                 | ۲۹٬۸۷۲              | ۲۰۲۴                | ۲۸٬۱۶۳      | ۲۰۲۳       | ۲۹٬۱۳۶          | ۲۰۲۲            |
| بوسنی و هرزگوین        | ۲۹٬۰۷۸              | ۲۰۲۴                | ۲۷٬۰۵۵      | ۲۰۲۳       | ۲۴٬۴۷۳          | ۲۰۲۲            |
| ترینیداد و توباگو      | ۲۸٬۳۶۵              | ۲۰۲۴                | ۲۸٬۱۴۰      | ۲۰۲۳       | ۳۰٬۰۵۳          | ۲۰۲۲            |
| سودان                  | ۲۶٬۸۶۵              | ۲۰۲۴                | ۱۰۹٬۳۲۷     | ۲۰۲۳       | ۳۶٬۷۲۹          | ۲۰۲۲            |
| گینه                   | ۲۵٬۴۴۷              | ۲۰۲۴                | ۲۳٬۶۱۲      | ۲۰۲۳       | ۲۰٬۸۴۶          | ۲۰۲۲            |
| آلبانی                 | ۲۵٬۴۳۱              | ۲۰۲۴                | ۲۲٬۹۷۸      | ۲۰۲۳       | ۱۸٬۹۱۶          | ۲۰۲۲            |
| ارمنستان               | ۲۵٬۴۰۸              | ۲۰۲۴                | ۲۴٬۲۱۲      | ۲۰۲۳       | ۱۹٬۵۱۳          | ۲۰۲۲            |
| هائیتی                 | ۲۴٬۰۴۶              | ۲۰۲۴                | ۱۹٬۸۵۱      | ۲۰۲۳       | ۱۸٬۷۵۱          | ۲۰۲۲            |
| موزامبیک               | ۲۲٬۹۷۵              | ۲۰۲۴                | ۲۰٬۶۲۵      | ۲۰۲۳       | ۱۸٬۴۰۶          | ۲۰۲۲            |
| مالت                   | ۲۲٬۷۳۷              | ۲۰۲۴                | ۲۰٬۹۵۷      | ۲۰۲۳       | ۱۸٬۱۰۰          | ۲۰۲۲            |
| مغولستان               | ۲۱٬۹۴۳              | ۲۰۲۴                | ۱۹٬۸۷۲      | ۲۰۲۳       | ۱۷٬۱۴۶          | ۲۰۲۲            |
| بورکینافاسو            | ۲۱٬۹۰۲              | ۲۰۲۴                | ۲۰٬۳۲۵      | ۲۰۲۳       | ۱۹٬۱۷۶          | ۲۰۲۲            |
| لبنان                  | ۲۱٬۷۸۰              | ۲۰۲۲                | ۱۷٬۹۳۷      | ۲۰۲۳       | ۳۹٬۳۰۳          | ۲۰۲۲            |
| مالی                   | ۲۱٬۶۶۲              | ۲۰۲۴                | ۲۰٬۹۰۵      | ۲۰۲۳       | ۱۸٬۸۲۷          | ۲۰۲۲            |
| بوتسوانا               | ۲۱٬۴۱۸              | ۲۰۲۴                | ۱۹٬۳۹۶      | ۲۰۲۳       | ۲۰٬۳۵۲          | ۲۰۲۲            |
| بنین                   | ۲۱٬۳۷۱              | ۲۰۲۴                | ۱۹٬۶۷۳      | ۲۰۲۳       | ۱۷٬۳۹۶          | ۲۰۲۲            |
| گویان                  | ۲۱٬۱۷۸              | ۲۰۲۴                | ۱۶٬۷۸۶      | ۲۰۲۳       | ۱۴٬۷۱۸          | ۲۰۲۲            |
| گابن                   | ۲۱٬۰۱۳              | ۲۰۲۴                | ۲۰٬۵۱۶      | ۲۰۲۳       | ۲۰٬۱۳۲          | ۲۰۲۲            |
| جامائیکا               | ۲۰٬۰۹۸              | ۲۰۲۴                | ۱۹٬۴۲۳      | ۲۰۲۳       | ۱۷٬۰۹۷          | ۲۰۲۲            |
| نیکاراگوئه             | ۱۸٬۸۲۹              | ۲۰۲۴                | ۱۷٬۸۲۹      | ۲۰۲۳       | ۱۵٬۶۷۱          | ۲۰۲۲            |
| نیجر                   | ۱۸٬۸۱۶              | ۲۰۲۴                | ۱۶٬۸۱۹      | ۲۰۲۳       | ۱۵٬۴۱۴          | ۲۰۲۲            |
| چاد                    | ۱۸٬۶۹۷              | ۲۰۲۴                | ۱۳٬۱۴۹      | ۲۰۲۳       | ۱۶٬۷۹۹          | ۲۰۲۲            |
| فلسطین                 | ۱۸٬۶۰۲              | ۲۰۲۳                | ۱۷٬۳۹۶      | ۲۰۲۳       | ۱۹٬۱۱۱          | ۲۰۲۲            |
| مولدووا                | ۱۸٬۳۵۶              | ۲۰۲۴                | ۱۶٬۵۳۹      | ۲۰۲۳       | ۱۴٬۵۱۰          | ۲۰۲۲            |
| یمن                    | ۱۶٬۹۴۰              | ۲۰۲۴                | —           | —          | ۱۱٬۰۰۷          | ۲۰۲۲            |
| ماداگاسکار             | ۱۶٬۴۶۵              | ۲۰۲۴                | ۱۶٬۰۳۲      | ۲۰۲۳       | ۱۴٬۹۵۴          | ۲۰۲۲            |
| موریس                  | ۱۶٬۳۵۹              | ۲۰۲۴                | ۱۴٬۳۹۷      | ۲۰۲۳       | ۱۲٬۸۹۸          | ۲۰۲۲            |
| مقدونیه شمالی          | ۱۵٬۸۷۳              | ۲۰۲۴                | ۱۴٬۷۶۱      | ۲۰۲۳       | ۱۳٬۷۱۱          | ۲۰۲۲            |
| برونئی                 | ۱۵٬۵۱۰              | ۲۰۲۴                | ۱۵٬۱۲۸      | ۲۰۲۳       | ۱۶٬۶۸۱          | ۲۰۲۲            |
| کنگو                   | ۱۵٬۵۰۱              | ۲۰۲۴                | ۱۵٬۳۲۱      | ۲۰۲۳       | ۱۵٬۳۴۴          | ۲۰۲۲            |
| لائوس                  | ۱۵٬۱۹۰              | ۲۰۲۴                | ۱۵٬۸۴۳      | ۲۰۲۳       | ۱۵٬۳۶۲          | ۲۰۲۲            |
| کرهٔ شمالی              | —                   | —                   | —           | —          | ۱۵٬۱۷۶          | ۲۰۲۲            |
| افغانستان              | ۱۴٬۴۶۷              | ۲۰۲۲                | ۱۴٬۵۰۲      | ۲۰۲۲       | ۱۴٬۱۷۴          | ۲۰۲۲            |
| باهاما                 | ۱۴٬۳۹۰              | ۲۰۲۴                | ۱۴٬۳۳۹      | ۲۰۲۳       | ۱۲٬۸۹۷          | ۲۰۲۲            |
| رواندا                 | ۱۳٬۷۰۱              | ۲۰۲۴                | ۱۴٬۰۹۸      | ۲۰۲۳       | ۱۳٬۳۱۲          | ۲۰۲۲            |
| قرقیزستان              | ۱۳٬۵۹۹              | ۲۰۲۴                | ۱۳٬۹۸۸      | ۲۰۲۳       | ۱۰٬۹۳۰          | ۲۰۲۲            |
| تاجیکستان              | ۱۲٬۹۵۳              | ۲۰۲۴                | ۱۲٬۰۶۱      | ۲۰۲۳       | ۱۰٬۴۹۲          | ۲۰۲۲            |
| سومالی                 | ۱۲٬۸۰۴              | ۲۰۲۴                | ۱۱٬۶۸۰      | ۲۰۲۳       | ۱۰٬۴۲۰          | ۲۰۲۲            |
| نامیبیا                | ۱۲٬۷۶۵              | ۲۰۲۴                | ۱۲٬۳۵۱      | ۲۰۲۳       | ۱۲٬۶۰۷          | ۲۰۲۲            |
| کوزوو                  | ۱۱٬۳۱۸              | ۲۰۲۴                | ۱۰٬۴۳۸      | ۲۰۲۳       | ۹٬۳۹۷           | ۲۰۲۲            |
| مالاوی                 | ۱۱٬۲۴۱              | ۲۰۲۴                | ۱۴٬۰۸۴      | ۲۰۲۳       | ۱۲٬۵۵۸          | ۲۰۲۲            |
| گینه استوایی           | ۱۰٬۷۰۸              | ۲۰۲۴                | ۱۲٬۱۱۷      | ۲۰۲۳       | ۱۱٬۷۶۷          | ۲۰۲۲            |
| موریتانی               | ۱۰٬۶۲۸              | ۲۰۲۴                | ۱۰٬۴۵۳      | ۲۰۲۳       | ۱۰٬۹۹۷          | ۲۰۲۲            |
| توگو                   | ۹٬۸۳۲               | ۲۰۲۴                | ۹٬۱۷۱       | ۲۰۲۳       | ۸٬۰۸۷           | ۲۰۲۲            |
| کالدونیای جدید         | —                   | —                   | ۹٬۶۲۳       | ۲۰۲۲       | ۹٬۶۲۳           | ۲۰۲۲            |
| سوریه                  | —                   | —                   | ۸٬۹۸۰       | ۲۰۲۱       | ۱۸٬۵۹۵          | ۲۰۲۲            |
| موناکو                 | —                   | —                   | ۸٬۷۸۴       | ۲۰۲۲       | ۸٬۷۷۲           | ۲۰۲۲            |
| مونته‌نگرو              | ۸٬۰۱۰               | ۲۰۲۴                | ۷٬۴۰۵       | ۲۰۲۳       | ۶٬۲۲۹           | ۲۰۲۲            |
| لیختن‌اشتاین            | —                   | —                   | ۷٬۳۶۵       | ۲۰۲۲       | ۷٬۷۵۷           | ۲۰۲۲            |
| برمودا                 | —                   | —                   | ۷٬۸۲۸       | ۲۰۲۲       | ۷٬۵۴۶           | ۲۰۲۲            |
| مالدیو                 | ۷٬۱۹۹               | ۲۰۲۴                | ۶٬۶۰۰       | ۲۰۲۳       | ۶٬۱۷۰           | ۲۰۲۲            |
| باربادوس               | ۶٬۸۶۳               | ۲۰۲۴                | ۶٬۳۹۴       | ۲۰۲۳       | ۵٬۶۹۹           | ۲۰۲۲            |
| جزایر کیمن             | —                   | —                   | ۶٬۶۰۱       | ۲۰۲۲       | ۶٬۲۸۱           | ۲۰۲۲            |
| سودان جنوبی            | ۶٬۵۱۷               | ۲۰۲۴                | —           | —          | ۴٬۶۱۶           | ۲۰۲۲            |
| پلی‌نزی فرانسه          | —                   | —                   | ۵٬۸۱۵       | ۲۰۲۲       | ۵٬۸۱۴           | ۲۰۲۲            |
| فیجی                   | ۵٬۸۰۱               | ۲۰۲۴                | ۵٬۴۹۵       | ۲۰۲۳       | ۴٬۹۷۹           | ۲۰۲۲            |
| اسواتینی               | ۵٬۰۸۵               | ۲۰۲۴                | ۴٬۵۹۸       | ۲۰۲۳       | ۴٬۳۲۶           | ۲۰۲۲            |
| لیبریا                 | ۴٬۷۵۴               | ۲۰۲۴                | ۴٬۳۳۲       | ۲۰۲۳       | ۳٬۲۶۵           | ۲۰۲۲            |
| سیرالئون               | ۴٬۵۵۸               | ۲۰۲۴                | ۳٬۸۱۰       | ۲۰۲۳       | ۳٬۴۸۱           | ۲۰۲۲            |
| جیبوتی                 | ۴٬۳۶۴               | ۲۰۲۴                | ۴٬۰۹۹       | ۲۰۲۳       | ۴٬۰۰۳           | ۲۰۲۲            |
| سورینام                | ۴٬۳۳۷               | ۲۰۲۴                | ۳٬۷۸۲       | ۲۰۲۳       | ۳٬۶۲۰           | ۲۰۲۲            |
| آروبا                  | ۴٬۰۶۹               | ۲۰۲۴                | ۳٬۵۴۵       | ۲۰۲۲       | ۳٬۵۴۴           | ۲۰۲۲            |
| آندورا                 | ۳٬۸۹۷               | ۲۰۲۴                | ۳٬۷۲۸       | ۲۰۲۳       | ۳٬۳۷۶           | ۲۰۲۲            |
| بلیز                   | ۳٬۲۹۶               | ۲۰۲۴                | ۳٬۲۸۲       | ۲۰۲۳       | ۲٬۸۳۰           | ۲۰۲۲            |
| گرینلند                | —                   | —                   | ۳٬۲۳۶       | ۲۰۲۱       | ۲٬۹۲۶           | ۲۰۲۲            |
| بوتان                  | ۳٬۱۱۰               | ۲۰۲۴                | ۲٬۸۹۸       | ۲۰۲۲       | ۲٬۸۹۸           | ۲۰۲۲            |
| کوراسائو               | —                   | —                   | ۳٬۰۷۴       | ۲۰۲۲       | ۳٬۰۷۵           | ۲۰۲۲            |
| بوروندی                | ۳٬۰۷۵               | ۲۰۲۴                | ۲٬۶۴۲       | ۲۰۲۳       | ۴٬۰۳۲           | ۲۰۲۲            |
| آفریقای مرکزی          | ۲٬۸۱۰               | ۲۰۲۴                | ۲٬۵۵۵       | ۲۰۲۳       | ۲٬۳۹۵           | ۲۰۲۲            |
| کیپ ورد                | ۲٬۷۱۸               | ۲۰۲۴                | ۲٬۵۸۷       | ۲۰۲۳       | ۲٬۳۱۴           | ۲۰۲۲            |
| گامبیا                 | ۲٬۶۹۴               | ۲۰۲۴                | ۲٬۳۴۰       | ۲۰۲۳       | ۲٬۲۳۱           | ۲۰۲۲            |
| سنت لوسیا              | ۲٬۵۸۲               | ۲۰۲۴                | ۲٬۵۲۰       | ۲۰۲۳       | ۲٬۱۶۵           | ۲۰۲۲            |
| لسوتو                  | ۲٬۳۹۵               | ۲۰۲۴                | ۲٬۰۴۶       | ۲۰۲۳       | ۲٬۲۸۷           | ۲۰۲۲            |
| اریتره                 | —                   | —                   | —           | —          | ۲٬۳۸۳           | ۲۰۲۲            |
| زنگبار                 | —                   | —                   | —           | —          | ۲٬۳۶۱           | ۲۰۲۲            |
| سیشل                   | ۲٬۲۰۳               | ۲۰۲۴                | ۲٬۱۴۱       | ۲۰۲۳       | ۱٬۹۹۴           | ۲۰۲۲            |
| گینه بیسائو            | ۲٬۱۵۱               | ۲۰۲۴                | ۱٬۹۶۶       | ۲۰۲۳       | ۱٬۵۷۴           | ۲۰۲۲            |
| آنتیگوآ و باربودا      | ۲٬۱۲۷               | ۲۰۲۴                | ۲٬۰۳۳       | ۲۰۲۳       | ۱٬۷۷۰           | ۲۰۲۲            |
| سان مارینو             | ۲٬۰۳۳               | ۲۰۲۴                | ۱٬۸۵۵       | ۲۰۲۱       | ۱٬۷۸۰           | ۲۰۲۲            |
| تیمور شرقی             | ۱٬۹۹۲               | ۲۰۲۴                | ۲٬۲۴۳       | ۲۰۲۳       | ۳٬۲۰۴           | ۲۰۲۲            |
| جزایر سلیمان           | ۱٬۷۰۷               | ۲۰۲۴                | ۱٬۶۳۱       | ۲۰۲۳       | ۱٬۵۹۷           | ۲۰۲۲            |
| سنت مارتین             | —                   | —                   | ۱٬۶۲۳       | ۲۰۲۳       | ۱٬۵۷۲           | ۲۰۲۲            |
| کومور                  | ۱٬۴۲۲               | ۲۰۲۴                | ۱٬۳۵۲       | ۲۰۲۳       | ۱٬۲۴۶           | ۲۰۲۲            |
| گرنادا                 | ۱٬۴۰۶               | ۲۰۲۴                | ۱٬۳۲۰       | ۲۰۲۳       | ۱٬۱۹۲           | ۲۰۲۲            |
| وانواتو                | ۱٬۲۸۹               | ۲۰۲۴                | ۱٬۱۲۶       | ۲۰۲۳       | ۹۸۵             | ۲۰۲۲            |
| جزایر تورکس و کایکوس   | —                   | —                   | ۱٬۴۰۲       | ۲۰۲۳       | ۱٬۱۳۸           | ۲۰۲۲            |
| سنت کیتس و نویس        | ۱٬۱۳۴               | ۲۰۲۴                | ۱٬۰۷۷       | ۲۰۲۳       | ۹۷۹             | ۲۰۲۲            |
| سنت وینسنت و گرنادین‌ها | ۱٬۱۲۸               | ۲۰۲۴                | ۱٬۰۶۶       | ۲۰۲۳       | ۹۴۶             | ۲۰۲۲            |
| ساموآ                  | ۱٬۰۲۴               | ۲۰۲۴                | ۹۳۴         | ۲۰۲۳       | ۸۵۷             | ۲۰۲۲            |
| سائوتومه و پرنسیپ      | ۷۵۱                 | ۲۰۲۴                | ۶۰۳         | ۲۰۲۳       | ۵۴۶             | ۲۰۲۲            |
| دومینیکا               | ۷۰۸                 | ۲۰۲۴                | ۶۵۴         | ۲۰۲۳       | ۶۱۲             | ۲۰۲۲            |
| تونگا                  | ۵۸۱                 | ۲۰۲۴                | ۵۰۰         | ۲۰۲۲       | ۴۸۸             | ۲۰۲۲            |
| میکرونزی               | ۴۸۴                 | ۲۰۲۴                | ۴۶۰         | ۲۰۲۳       | ۴۲۷             | ۲۰۲۲            |
| کیریباتی               | ۳۱۱                 | ۲۰۲۴                | ۲۷۹         | ۲۰۲۳       | ۲۲۳             | ۲۰۲۲            |
| پالائو                 | ۳۰۸                 | ۲۰۲۴                | ۲۶۳         | ۲۰۲۳       | ۲۲۵             | ۲۰۲۲            |
| جزایر مارشال           | ۳۰۵                 | ۲۰۲۴                | ۲۸۴         | ۲۰۲۳       | ۲۷۹             | ۲۰۲۲            |
| نائورو                 | ۱۶۱                 | ۲۰۲۴                | ۱۵۴         | ۲۰۲۳       | ۱۴۷             | ۲۰۲۲            |
| تووالو                 | ۶۶                  | ۲۰۲۴                | ۶۲          | ۲۰۲۳       | ۵۹              | ۲۰۲۲            |